# Abbad I.

Taifa-Reich Sevilla unter Abu l-Qasim (Abbad I.) (dunkelgrün), Abbad II. al-Mu'tadid (grün) und Muhammad al-Mu'tamid (hellgrün)

Abbad I., geboren als Abu l-Qasim Muhammad ibn Abbad al-Lachami (arabisch أبو القاسم محمد بن عباد اللخمي, DMG Abū l-Qāsim Muḥammad b. ʿAbbād al-Laḫamī; † 1042) war der Begründer und Namensgeber der islamischen Abbadiden-Dynastie in Sevilla.
Als das Kalifat von Córdoba 1023 zusammenbrach, etablierte Abbad in Sevilla eines der Taifa-Königreiche. Zunächst regierte er mit Hilfe eines Rats der Ältesten, schob diesen jedoch allmählich beiseite und machte sich zum Alleinherrscher. Er und seine Erben wurden die weithin anerkannten Führer der arabischen und der in Iberien geborenen Muslime gegen die unter der Führung des Königs von Granada stehenden Berber.
Abbad I. herrschte von 1023 bis zu seinem Tod 1042. Ihm folgten 1042 bis 1069 sein Sohn Abbad II. al-Mu'tadid, der sein Herrschaftsgebiet erheblich ausweitete, und 1069 bis 1091 sein Enkel Muhammad al-Mu'tamid, der 1091 von den Almoraviden abgesetzt wurde und 1095 in der Verbannung in Marokko starb.